# Shinzon
Shinzon a Star Trek-univerzum egyik szereplője; egy klón, amelyet a romulánok készítettek Picard helyettesítésére (őt valószínűleg el akarták rabolni, vagy megölni). A Remuson nevelkedett és vált ördögien gonosz, szadista egyéniséggé.